# 卡亚克
卡亚克（法語：Caillac，法語發音：[kajak]）是法国洛特省的一个市镇，属于卡奥尔区。

## 地理
卡亚克（44°29'13"N, 1°21'28"E）面积7.44 平方千米，位于法国奧克西塔尼大區洛特省，该省份为法国西南部内陆省份，北起顺时针与科雷兹省、康塔爾省、阿韦龙省、塔恩-加龙省、洛特-加龍省和多尔多涅省接壤。
与卡亚克接壤的市镇（或旧市镇、城区）包括：克赖萨克、杜埃勒、埃斯佩尔、梅屈埃斯、帕尔纳克。

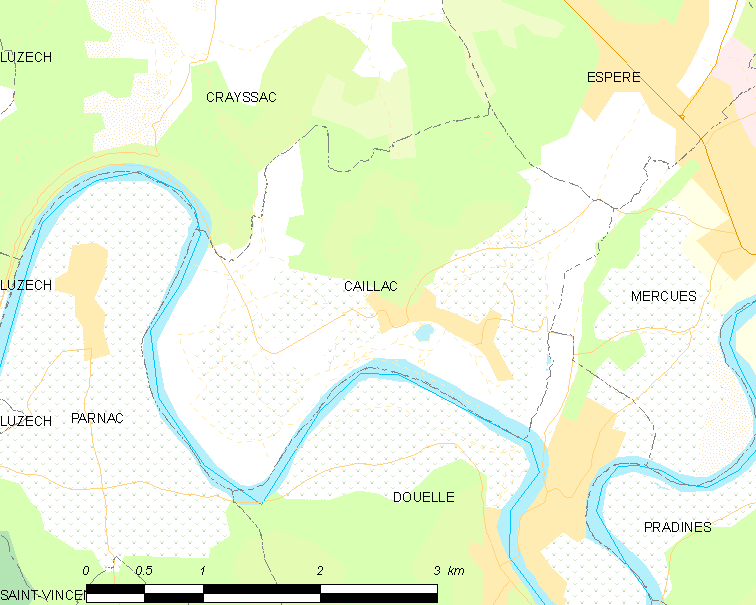
卡亚克的OSM定位图

卡亚克的时区为UTC+01:00、UTC+02:00（夏令时）。

## 行政
卡亚克的邮政编码为46140，INSEE市镇编码为46044。

## 政治
卡亚克所属的省级选区为吕泽什县。

## 人口

1962-2008年间卡亚克人口变化图示

卡亚克于2022年1月1日时的人口数量为590人。